# Камень-Каширский
Ка́мень-Каши́рский (укр. Камінь-Каширський) — город в Волынской области Украины. Административный центр Камень-Каширского района и Камень-Каширской городской общины.

## Географическое положение
Расположен на берегах реки Цырь (приток Припяти).

## История

### Домонгольский период
Современные источники ассоциируют нынешний город Камень-Каширский с древнерусским городом Каменец (Л. В. Войтович, Энциклопедия истории Украины). Ранее (Энциклопедический словарь Брокгауза и Ефрона) утверждалось, что Каменец располагался на месте современного села Каменка Новоград-Волынского района Житомирской области.
Древнерусский Каменец впервые упоминается в письменных источниках в 1196 году. С 1199 года — в составе Галицко-Волынского княжества. В 1196 году была построена крепость, впоследствии здесь выросло укрепленное городище, которое получило название Кошер или Каширск (длительное время город имел такое название). В Галицко-Волынской летописи упоминается под названием Каменец (или Камень), впервые в рассказе о событиях 1213 года, когда здесь правили Даниил Галицкий и Василько Романович. В 1241 году разрушен татаро-монголами.

### С XIV века
В 1340 году захвачен Великим княжеством Литовским и стал владением князя Любарта. Восстановленную крепость назвали Камень (до середины XVI века в литературе упоминается под обоими названиями: Камень и Каширск). В начале XV века — вотчина князей Сангушко-Каширских (см. Сангушко). В 1430 году городу предоставлено магдебургское право.
После Люблинской унии 1569 года Камень-Каширский вошёл в состав Речи Посполитой. После 3-го её раздела в 1795 — в пределах границ Российской империи. По Рижскому мирному договору между РСФСР и Польшей в 1921 году снова отошёл к Польше, где находился в составе Полесского воеводства.
В сентябре 1939 года вошёл в состав СССР и получил статус города, 18 декабря 1939 года здесь началось издание районной газеты.
С 1940 года — райцентр.
В ходе Великой Отечественной войны 29 июня 1941 года был оккупирован немецкими войсками. В Камень-Каширском действовало советское и оуновское подполье, в районе — 2 советских партизанских отряда и отряды украинских националистов.
19 августа 1943 года на Камень-Каширский напал отряд УПА под руководством Юрия Стельмащука, согласно данным польских историков, украинских националисты убили на улицах города 120 поляков. В результате стычки с солдатами немецкого гарнизона было ранено два бойца УПА. Согласно донесению Василия Бегмы, уповцы убили 70 немцев.
Со 2-й половины сентября 1943 в течение месяца город был в руках советских партизан.
Освобождён 13 марта 1944 года войсками 2-го Белорусского фронта в ходе наступления на ковельском направлении:
- 70-я армия — разведывательное подразделение 113-го гвардейского стрелкового полка 38-й гвардейской стрелковой дивизии (генерал-майор Соловьёв Георгий Матвеевич)[12].

В 1944 город Камень-Каширск переименован в Камень-Каширский.
В 1945 году в Камне-Каширском создано педагогическое училище. В 1947 году в городе открыли медицинскую школу, которая через год была реорганизована в медицинское училище. В 1961 году вступил в строй Камень-Каширский лесозавод. За период с 70-х по 80-е годы в городе и селах района была осуществлена значительная программа социально-культурного строительства.
В 1972 году крупнейшими предприятиями города являлись деревообрабатывающий завод и маслодельный завод.
В январе 1989 года численность населения составляла 9839 человек, основой экономики в это время являлись деревообрабатывающий завод, маслодельный завод и льнообрабатывающий завод.
В 1991 году на всеукраинском референдуме в подтверждение Акта провозглашения независимости Украины за независимость государства проголосовало 94,2 % жителей района. В 1991 году район отнесен к зоне гарантированного добровольного отселения (категория III) пострадавших в результате аварии на ЧАЭС. На территории района действует 46 религиозных объединений.
В мае 1995 года Кабинет министров Украины утвердил решение о приватизации льнозавода, в июле 1995 года было утверждено решение о приватизации находившегося здесь совхоза.
В 1996 году решением сессии городского совета народных депутатов от 14 сентября 1996 года утвержден проект герба, флага и печати города Камня-Каширского. В 1999 году в с. Михновка был освящен Свято-Сретенский монастырь.

## Население

### Языковой состав
Родной язык населения по данным переписи 2001 года:
| Язык       | Численность, чел. | Доля     |
| ---------- | ----------------- | -------- |
| Украинский | 10 515            | 99,11 %  |
| Другие     | 94                | 0,89 %   |
| Итого      | 10 609            | 100,00 % |

## Транспорт
Тупиковая железнодорожная станция линии Ковель — Камень-Каширский.

## Достопримечательности
- Свято-Ильинская церковь построена в 1700 году. Колокольню церкви надстроили в 1886 году. Сгорела в 2015 году[20].
- Деревянная церковь Рождества Пресвятой Богородицы (1723) была построена в 1723 году на средства местного помещика Ивана Красицкого. В 1880 году один из трех аутентичных куполов был переделан под колокольню.
- Доминиканский костёл и часовня, построенные в первой половине XVII века. В межвоенный период XX века костел ещё использовался для служб, однако в советское время был сильно перестроен. В нём некоторое время действовала пекарня. Часовня расположена рядом. По состоянию на 2012 год реставрирована снаружи. Помещение бывшего костела не является памятником, часовня — памятник архитектуры местного значения. Принадлежит католической общине города и ею используется.

### Памятники
В городе есть несколько памятников и мемориальный комплекс в честь воинов Советской Армии. Среди памятников-погибшим евреям Камень-Каширского гетто, погибшим жителям Камень-Каширского района в Афганистане.

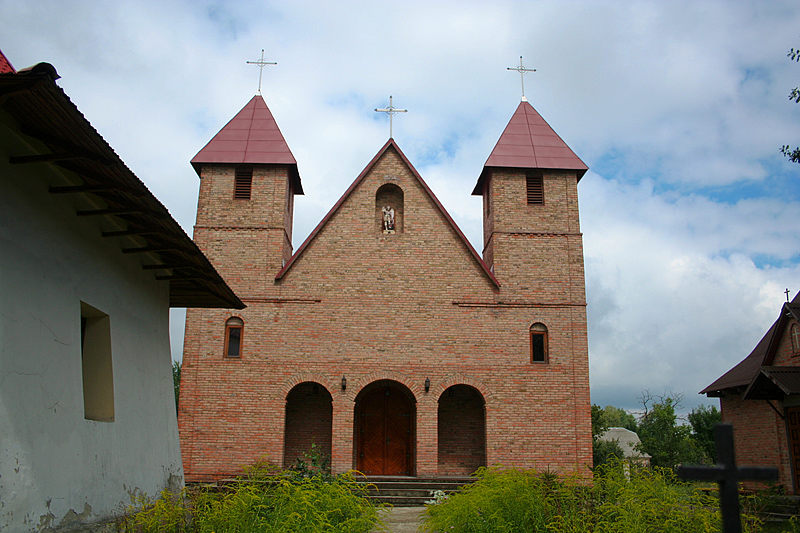
Костел Архистратига Михаила
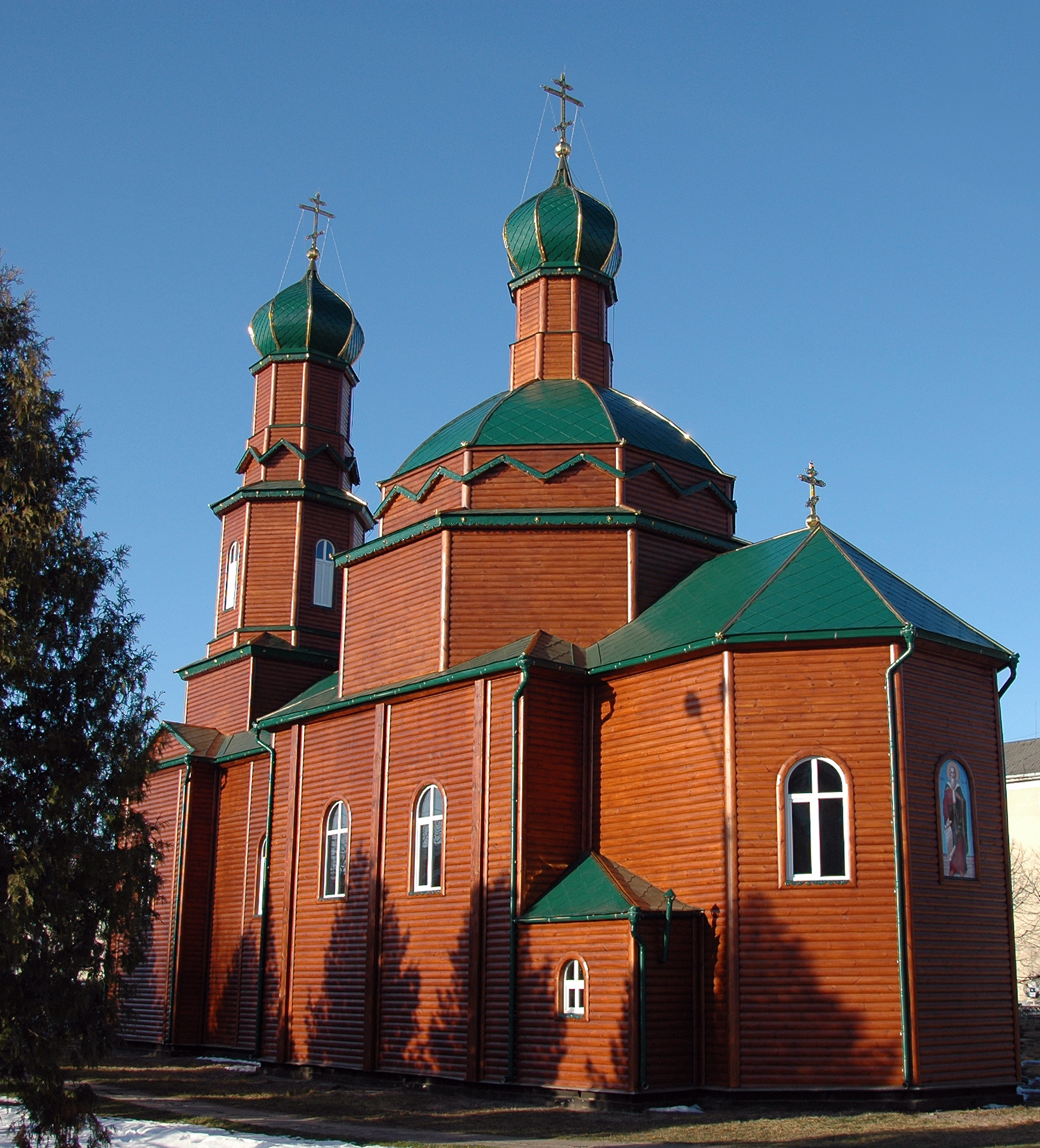
Свято-Ильинская церковь
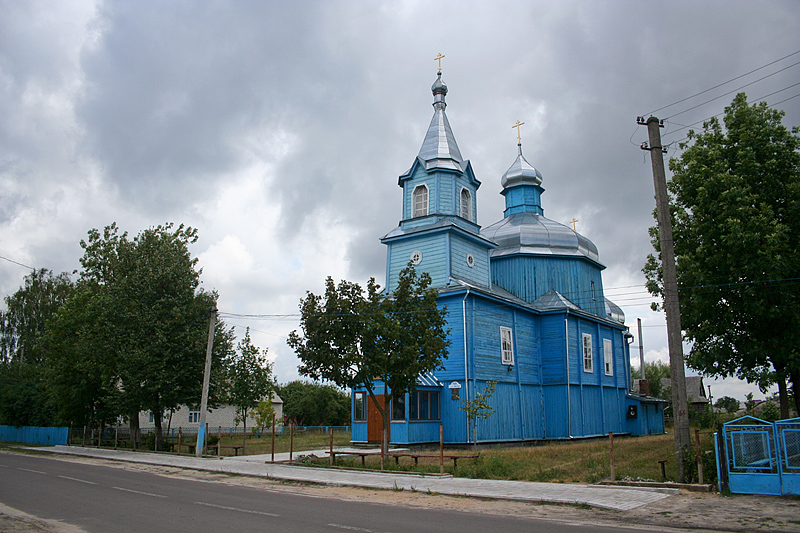
Церковь Рождества Пресвятой Богородицы